# Бежи (филм из 2020)
Бежи (енгл. Run) је амерички трилер филм из 2020. године редитеља Ениша Чагантија и писаца Чагантија и Сева Оханијана. У филму глуми Кијера Ален као тинејџерка која се школује код куће која почиње сумњати да њена мајка (Сара Полсон) од ње крије мрачну тајну. 
Филм Бежи је дигитално објављен 20. новембра 2020. године на на стриминг услузи Hulu и биоскопски на другим територијама, дистрибутера Lionsgate Films. Добио је генерално позитивне критике критичара и постао је најуспешнији оригинални филм по објављивању стриминг услуге Hulu. Филм је биоскопски објављен 18. марта 2021. године у Србији, дистрибутера Blitz Film.

## Радња
Нешто је злокобно и неприродно у односу мајке Дијане (Сара Полсон) и ћерке Клои (Кијера Ален). Презаштитнички настројена Дијана је од рођења одгајала ћерку у потпуној изолацији од света. Када Клои одрасте и постане млада жена, почиње да открива да ствари у њиховој кући нису онакве какве се чине. Постаје јасно да је веза Дијане са ћерком неприродна јер све време покушава да је спречи да живи сопствени живот—држи је као заробљеника у својој кући. Клои полако открива све више тајни о својој „брижној” мајци, а опасна игра живаца тек почиње.

## Улоге
| Глумац      | Улога         |
| ----------- | ------------- |
| Сара Полсон | Дијана Шерман |
| Кијера Ален | Клои Шерман   |
| Пет Хили    | Том           |
| Сара Сон    | Ками          |